# Resolució 1118 del Consell de Seguretat de les Nacions Unides
La Resolució 1118 del Consell de Seguretat de les Nacions Unides, adoptada per unanimitat el 30 de juny de 1997 després de reafirmar la Resolució 696 (1991) i totes les resolucions següents sobre Angola, el Consell estableix la Missió d'Observadors de les Nacions Unides a Angola (MONUA) per substituir la Tercera Missió de Verificació de les Nacions Unides a Angola (UNAVEM III).
El Consell de Seguretat va reconèixer la important contribució que UNAVEM III havia fet al procés de pau a Angola. Mentrestant, es va formar un govern d'unitat i reconciliació nacional en el qual es va incloure UNITA. Ambdues parts van haver de continuar amb l'execució de les altres tasques polítiques i militars restants, mentre que expressa preocupació pels atacs d'UNITA contra el personal d'UNAVEM III i la tensió a les províncies nord-orientals.
Es va decidir que, a partir de l'1 de juliol de 1997, s'establiria la MONUA per a un període inicial que finalitzés el 31 d'octubre de 1997, amb l'expectativa que la missió finalitzés abans de l'1 de febrer de 1998. La MONUA també es va responsabilitzar de tots els components de la UNAVEM III que encara romanen a Angola. Tant el govern d'Angola com UNITA van ser convocats a abandonar la violència i informar a MONUA de tots els moviments de tropes. També va exigir que UNITA proporcionés a la Comissió Conjunta informació completa sobre les seves forces militars, inclòs el destacament de seguretat del líder del major partit de l'oposició, l'anomenada "policia minera", el personal armat de la UNITA que torni de fora de les fronteres nacionals i qualsevol altre personal armat d'UNITA del que no s'hagi informat anteriorment a les Nacions Unides, de manera que poguessin ser desarmats i desmobilitzats.
Es va demanar al secretari general Kofi Annan que informés sobre la situació abans del 15 d'agost de 1997.